# Moscho Dzawela

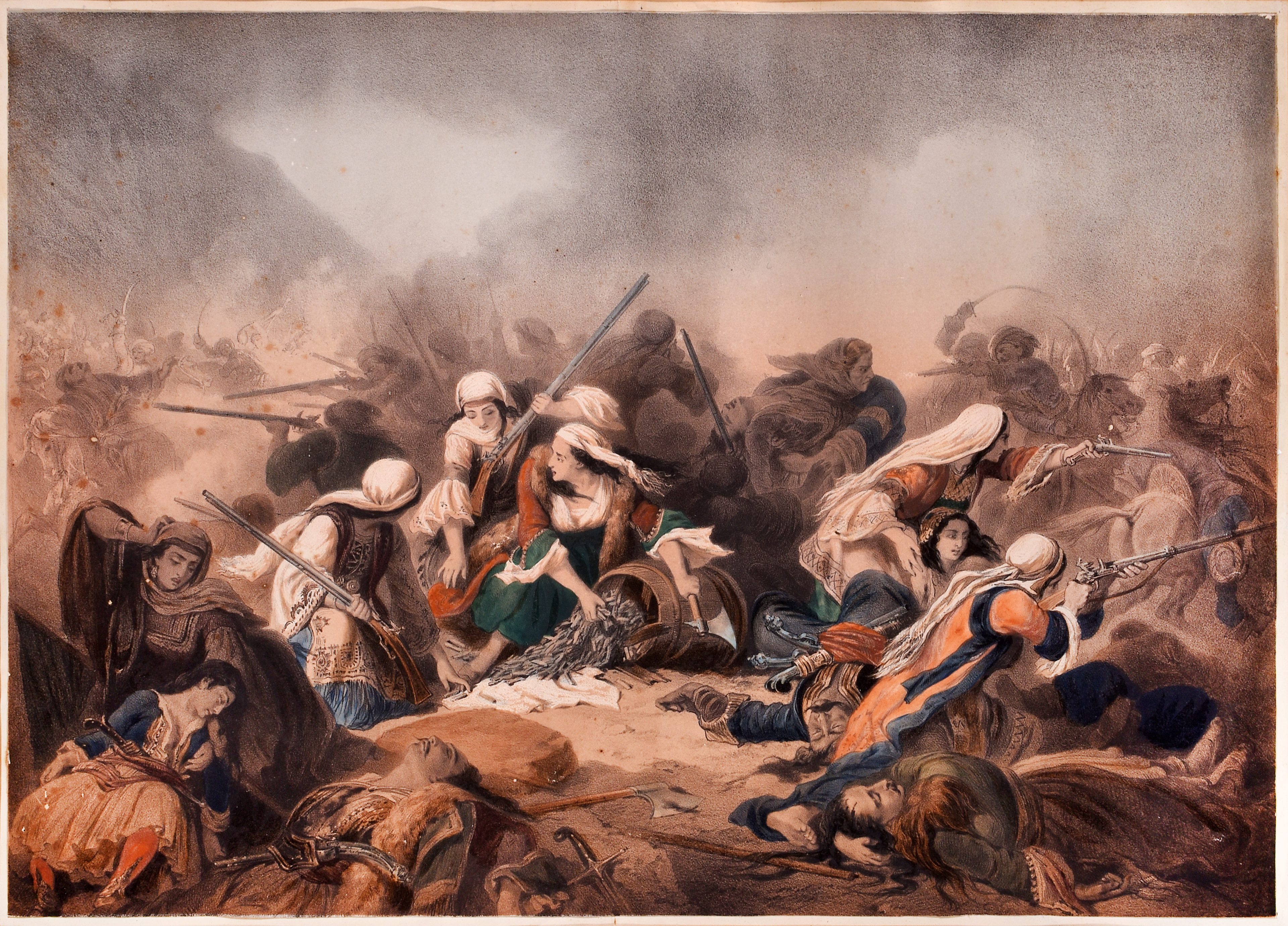
Moscho Dzawela podczas bitwy pod Kiafą, lipiec 1792, rys Alphonse de Neuville

Moscho Dzawela (po grecku: Μόσχω Τζαβέλλα) (ur. 1760, zm. 1803) – grecka bohaterka z lat poprzedzających wybuch greckiej wojny o niepodległość, która jest wspominana we współczesnej literaturze greckiej i albańskiej
Moscho Dzawela była suliotką, żoną Lambrosa Dzawelasa, z którym miała trzech synów: Giorgakisa († 1802 w Souli w północnym Epirze), Zygourisa († 1823 w Kaliakouda) i sławnego Photosa (Fotosa) (1774 – listopad 1809), oraz jedną lub dwie córki: Sofonę († 1854 w Nafpaktos), którą albo zwano Chaido, albo była to inna córka Moscho. Moscho poprowadziła kilkusetosobowy oddział kobiet, które wzięły udział w wygranej przez Suliotów bitwie o Kiafę z armią Alego Paszy, składającą się z Albańczyków, w wyniku której zginęło 3 tysiące żołnierzy z armii Alego Paszy, a ze strony Suliotów około 70. Po klęsce Suliotów udała się do portowego miasta Parga, a stamtąd na Wyspy Jońskie, gdzie zmarła. Z okresu jej pobytu na Korfu, pochodzi jej opis jako drobnej kobiety, o pięknej twarzy z błyskiem w oku.